# لاتسگا
لاتسگا (گرجی: ლაცგა) یک قله در رشته‌کوه قفقاز در منطقه سوانتی در گرجستان است.